# Wrecking Crew (Marvel)
De Wrecking Crew of Slopersbende is een superschurk-team uit de Marvel Comics en werd bedacht door Stan Lee en Steve Ditko. Het team verscheen voor het eerst in het geheel in de Defenders #.

## Geschiedenis
De Slopersbende ontleent zijn krachten aan de steen van Cyttorak, net zoals bij de Juggernaut. Oorspronkelijk had alleen de Sloper alle kracht, maar hij besloot die te delen met zijn makkers. Samen waren ze een geduchte knok-ploeg, en werden dan ook door vele über-superschurken voor hun karretje gespannen.

## Leden
Het team bestaat uit Dick Garthwaite / Wrecker, Eliot Franklin / Thunderball, Henry Camp / Bulldozer en Brian Calusky / Piledriver.

## In andere media

### Marvel Cinematic Universe
Sinds 2022 verschijnt de Wrecking Crew in het Marvel Cinematic Universe, waarin Dirk Garthwaite / Wrecker wordt gespeeld door Nick Gomez, Eliot Franklin / Thunderball door Justin Eaton, Henry Camp / Bulldozer door Tennison Barry III en Brain Calusky / Piledriver door Kyle Murillo. Ook is Wrecker lid van Abomaste, de sessies van Emil Blonsky. Ze debuteerde in de televisieserie She-Hulk: Attorney at Law op de streamingdienst Disney+.
Henry Camp (oftewel Bulldozer) verscheen in de Disney+ animatieserie Your Friendly Neighborhood Spider-Man uit 2025. Dit is een alternatieve versie van Bulldozer. Deze versie van Bulldozer werkt voor de bende 110th van Benjamin "Big" Donovan. Bulldozer wordt voor de animatieserie ingesproken door de Amerikaans professioneel worstelaar Ettore Ewan.

### Televisieseries
De Wrecking Crew verschenen in de televisieseries: The Super Hero Squad Show uit 2009, The Avengers: Earth's Mightiest Heroes uit 2010, Ultimate Spider-Man uit 2012, Avengers Assemble uit 2013, Hulk and the Agents of S.M.A.S.H. uit 2013, Marvel Disk Wars: The Avengers uit 2015 en de televisiefilm Marvel Rising Ultimate Comic uit 2019.

### Videospellen
De Wrecking Crew maakte een verschijning in het videospel Marvel: Ultimate Alliance uit 2006, 